# Kartoffelvirus A
Kartoffelvirus A (englisch Potato virus A, PVA; Spezies Potyvirus atuberosi) ist ein Pflanzenvirus (Phytovirus).
Die Viruspartikel (Virionen) sind filamentös (von fadenförmiger Gestalt). Das Genom besteht aus einer Einzelstrang-RNA positiver Polarität. PVA gehört zur Gattung Potyvirus, diese ist Mitglied der Familie Potyviridae der Ordnung Patatavirales.
PVA ist verantwortlich für mehr oder weniger ausgeprägte Mosaiksymptome auf dem Laub der Kartoffel (Solanum tuberosum). Es ist eines der wichtigsten Viren, die Kartoffelkulturen befallen. PVA bleibt bei einer Primärinfektion latent, kann aber bei einer Sekundärinfektion erhebliche Ertragseinbußen verursachen. Er kann auch viele andere Arten der Nachtschattengewächse (Solanaceae) infizieren.

## Krankheiten und Symptome
Bei Kartoffeln verursacht PVA krause Blätter. Auf den Blättern erscheinen große Mosaikflecken, die Ränder der Lappen werden durch das Anschwellen der Blattspreite zwischen den Adern wellig. Bei gleichzeitiger Infektion mit zwei oder mehr der Viren Kartoffelvirus A, X, M und/oder Y wird die Kräuselung von Falten begleitet und das Wachstum der Pflanzen ist behindert. Viele kultivierte Kartoffelsorten sind jedoch resistent gegen das A-Virus.

## Übertragung
Das Virus wird hauptsächlich durch Blattläuse übertragen, aber auch durch direkten Kontakt zwischen verletzten Pflanzen, z. B. durch Wind oder durch landwirtschaftliche Geräte. Die nicht-permanente Natur des Virus bedeutet, dass es nur für eine kurze Zeit, etwa 20 Minuten, im Körper der infizierten Blattlaus verbleibt.

## Varianten
Gemäß National Center for Biotechnology Information (NCBI) gibt es (mit Stand 20. April 2021)  die folgenden Varianten:
Gattung: Potyvirus; Spezies: Potyvirus atuberosi
- Potato virus A (deutsch Kartoffelvirus A, PVA) – Referenz, d. h. „Exemplar“

- Subtyp: PVA B11
- Subtyp: Tamarillo mosaic virus (TamMV)